# Rossinyol blau
El rossinyol blau o rossinyol blau siberià (Larvivora cyane; syn: Luscinia cyane) és una espècie d'ocell de la família dels muscicàpids (Muscicapidae) que habita el sotabosc de Sibèria meridional, nord-est de la Xina, Corea i Japó. El seu estat de conservació es considera de risc mínim.